# 冷战的起源
冷战起源于第二次世界大战两个主要战胜国关系的破裂：美国和苏联，以及它们各自建立的西方集团和东方集团。这种在1945年至1949年间固化的意识形态和政治竞争塑造了未来四十年的全球秩序。
冷战的根源可以追溯到第二次世界大战前的外交和军事紧张局势。1917年的十月革命和《布列斯特-立陶夫斯克条约》加深了苏联与西方盟国的隔阂。协约国对俄国内战的干预使关系进一步复杂化，尽管苏联后来与西方列强结盟击败了纳粹德国，但这种合作因相互猜疑而紧张。
第二次世界大战结束后，关于欧洲，特别是东欧的分歧成为了焦点。苏联在从纳粹德国解放出来的国家建立共产主义政权令美国和英国感到震惊。西方领导人认为这是苏联扩张主义的明显例子，与他们对民主欧洲的愿景相冲突。在经济上，1947年马歇尔计划的出台加剧了分歧，马歇尔计划是美国的一项倡议，旨在通过稳定资本主义经济提供财政援助以重建欧洲并防止共产主义的传播。苏联拒绝了马歇尔计划，认为这是美国对欧洲施加影响的努力。作为回应，苏联成立了经济互助委员会，以促进共产主义国家之间的经济合作。
冷战的第一次重大军事对抗发生在1948-49年的柏林封锁，当时苏联试图切断西方进入柏林的通道。美国及其盟友以柏林空运作为回应，通过空运向西柏林提供物资。这标志着一个转折点，将冷战从外交紧张局势转变为直接军事冲突的边缘，进一步巩固了欧洲的分裂。到1949年，冷战已经稳固。1949年北约的成立使西方集团的军事联盟正式化，标志着长期地缘政治对抗的开始。

## 俄国革命
在第一次世界大战中，英国、法国和俄罗斯组成了三国协约。1917年3月，美国加入协约国。布尔什维克于1917年11月夺取了俄罗斯的政权，但德意志帝国迅速越过边境。协约国以对俄罗斯的经济封锁作为回应。1918年3月初，俄罗斯苏维埃联邦社会主义共和国顺应民众对战争的厌恶浪潮，接受了《布列斯特-立陶夫斯克条约》严苛的和平条款。在协约国看来，俄罗斯正在帮助德国赢得战争，为西线解放了100万德国士兵，并“放弃了俄罗斯的大部分粮食供应、工业基础、燃料供应以及与西欧的通信”。根据历史学家斯宾塞·塔克的说法，盟军认为“该条约是对协约国的最终背叛，为冷战埋下了种子。随着条约签署，德国统治东欧有可能成为现实，协约国开始考虑军事干预俄国”，并开始加强对布尔什维克的经济战。左翼共产主义认为俄罗斯只是革命的第一步，计划在每个西方国家煽动反对资本主义的革命，但是与德国和平的需要使第一位苏联领导人弗拉基米尔·列宁偏离了这一立场。
1918年，英国提供资金和军队支持俄国白军。这项政策由战争部长温斯顿·丘吉尔率先提出。法国、日本和美国也派遣部队帮助决定对白军有利的俄罗斯内战。列宁向威尔逊提出了和平提议，作为回应，美国派遣外交官威廉·布利特前往莫斯科。盟军最终拒绝了布利特谈判达成的停火条款，认为白军即将获胜。
然而，布尔什维克击败了所有反对派，完全控制了俄罗斯以及乌克兰、格鲁吉亚、亚美尼亚和阿塞拜疆等分裂省份。1920年，美国国务卿班布里奇·科尔比宣布了美国拒绝与俄国新政权建交的政策。
苏联发现自己在国际外交中被孤立。列宁表示，苏联被“敌对的资本主义”所包围，他将外交视为分裂苏联敌人的武器。列宁建立了第三国际，号召资本主义国家进行革命动乱。然而，共产主义革命在德国、巴伐利亚和匈牙利失败，到20世纪20年代中期，苏联不再对外发动革命。

## 战间期的外交（1918-1939）
西方民主国家和苏联的政治和经济制度的差异：一党制与多元主义，大规模逮捕和处决持不同政见者与新闻自由和司法独立，所有农场和企业的国家所有权与资本主义，在意识形态上变得简洁，以代表两种政治制度。
1933年，美国总统富兰克林·罗斯福正式与苏联建交。长期断交是由于苏联拒绝接受沙俄时代的债务、苏联政府的不民主以及对资本主义的威胁等原因。到1933年，这些问题已经消失，美国对扩大贸易的机会很感兴趣。

## 第二次世界大战爆发（1939-1941）

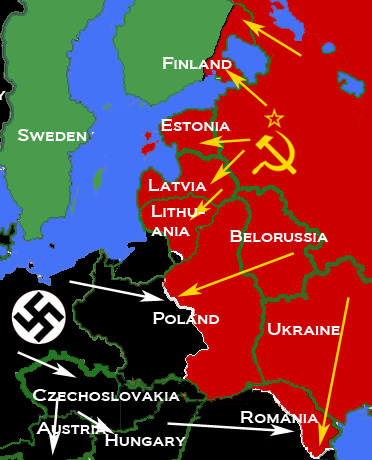
1939-1940年苏联和德国在中欧和东欧的军事和政治进展

苏联对西方国家在1938年签署《慕尼黑协定》，对德国的绥靖政策感到愤怒，该协定在未邀请苏联参加的会议后，给予纳粹德国控制捷克斯洛伐克苏台德的权利。
1939年，在与英国和法国谈判签署军事联盟的同时与德国就潜在的军事和政治协议进行谈判，苏联和德国签署了一项商业协议，规定苏联以原材料交换某些德国军事和民用装备，并签署了《莫洛托夫-里宾特洛甫条约》，该条约以两国外交部长的名字命名，其中包括一项划分波兰和东欧的秘密协议。

## 战时联盟（1941-1945）

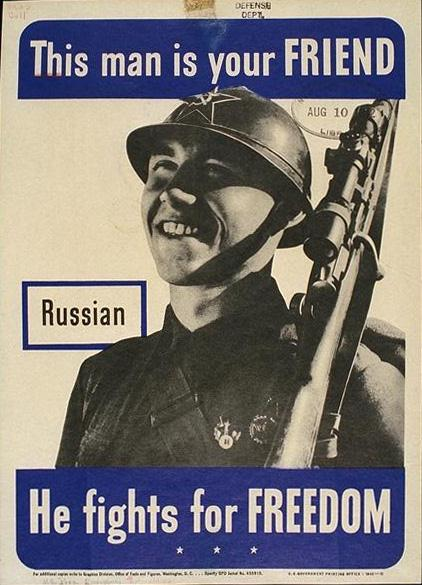
美国海报展示了二战盟军所描绘的苏联士兵

1941年6月22日，德国撕毁了《莫洛托夫-里宾特洛甫条约》，发动巴巴罗萨行动入侵苏联。斯大林将合作者从希特勒转向温斯顿·丘吉尔。英国和苏联签署了1941年英蘇協定，美国直到1941年12月7日珍珠港事件后才加入联盟。英国的盟友波兰和苏联之间产生了了分歧，当斯大林与希特勒合作时，他下令处决了大约22000名波兰战俘，称为卡廷大屠杀。尽管如此，苏联和西方盟国即使关系紧张但仍被迫合作。美国通过租借法案向苏联运送了大量物资。1942年，英国同意和苏联建立更广泛的军事和政治联盟。
战争期间，双方在军事战略上存在分歧，特别是在西欧开辟第二战场对抗德国的问题上。早在1941年7月，斯大林就要求英国入侵法国北部，但英国无法执行这一要求。斯大林还要求西方盟国从战争的最初几个月开辟第二条战线，这场战争最终发生在1944年6月6日诺曼底登陆。美国和英国最初表示，他们将在1942年和1943年开辟第二战场，但两次都被推迟。
二战期间，苏联内务人民委员部获得了间谍金·菲尔比关于英国军情六处的重要情报。他能够向内务人民委员部通报英国关于苏联的所有情报，包括美国战略情报局与英国分享的苏联情报。
苏联当时认为，美国故意推迟开辟针对德国的第二战线，只在最后一刻进行干预，从而影响和平解决方案并主导欧洲。约翰·刘易斯·加迪斯等历史学家对这一说法提出异议，引用了诺曼底登陆时间的军事和战略计算。与此同时，苏联伤亡惨重，多达2000万人死亡。然而，苏联对西方的立场（或误解），以及西方对苏联的立场，在同盟国之间留下了强烈的紧张和敌对裂痕。
相反在1944年，在盟军看来苏联故意推迟了波兰家乡军发动华沙起义时的救援。苏联没有从为起义提供空中补给，在很长一段时间内也拒绝允许美国空投。一架苏联空军战斗机击落了一架为华沙的波兰武装分子提供补给的英国皇家空军飞机。乔治·奥威尔对苏联战后的意图发出了公开警告。英国特別行動執行處和苏联内务人民委员部支持的游击队之间也发生了一场“秘密战争”。英国和苏联在南斯拉夫和希腊支持了相互对立的抵抗力量，在丘吉尔和斯大林达成英苏百分比协定后，英苏双方停止了敌对行动。
此外，双方对建立和维护战后安全的立场截然不同。美国倾向于从情境的角度理解安全，认为如果尽可能广泛地建立美国式的政府和市场，各国可以通过国际组织和平解决分歧。美国安全愿景的关键是根据1941年《大西洋宪章》规定的原则塑造的战后世界，换句话说，是一个基于自由贸易和开放市场的自由国际体系。这一愿景需要一个重建的资本主义欧洲，以健康的德国为中心，再次成为全球事务的中心。
这也需要美国在战后世界的经济和政治领导地位。如果欧洲要重建国内生产并为国际贸易提供资金，就需要美国的援助。美国是唯一一个没有在经济上受到战争破坏的世界大国。到战争结束时，它拥有的工业产能占世界的一半。
然而，苏联领导人考虑到在过去150年中遭受侵略的频率，美国的观点受到了俄罗斯历史经验的制约。第二次世界大战的经历对俄罗斯人来说尤其戏剧化：苏联因纳粹的袭击而遭受了前所未有的破坏，超过2000万苏联公民在战争中死亡；数以万计的苏联城镇和村庄被夷为平地；30100家苏联工厂被毁。为了防止未来发生类似的袭击，斯大林决心利用红军控制波兰，统治巴尔干半岛，彻底摧毁德国发动另一场战争的能力。问题在于，斯大林的战略有可能与同样强大的美国发生对抗，美国认为斯大林的行为公然违反了雅尔塔协议。
1945年5月欧洲战争结束时，苏联坚持占领丹麦的博恩霍尔姆岛，因为该岛位于波罗的海入口处的战略位置。当德军指挥官坚持向西方盟军投降时，苏联轰炸了该岛，造成了严重的平民伤亡和财产损失，然后苏联入侵该岛并一直占领到1946年中期，苏联的举动都可以被视为冷战的初步发展。
甚至在战争结束之前，西方国家和苏联之间似乎极有可能发生激烈的竞争或冲突。这主要是由于两个超级大国的经济意识形态截然不同，现在很容易成为世界上最强大的超级大国。美国是一个自由的两党民主国家，拥有先进的资本主义经济，以自由企业和营利为基础，而苏联是一个一党马克思列宁主义国家，拥有国家控制的经济，私人财富几乎被禁止。然而，冷战的起源也应被视为划分美国和苏联利益范围的历史事件。

### 战时会议

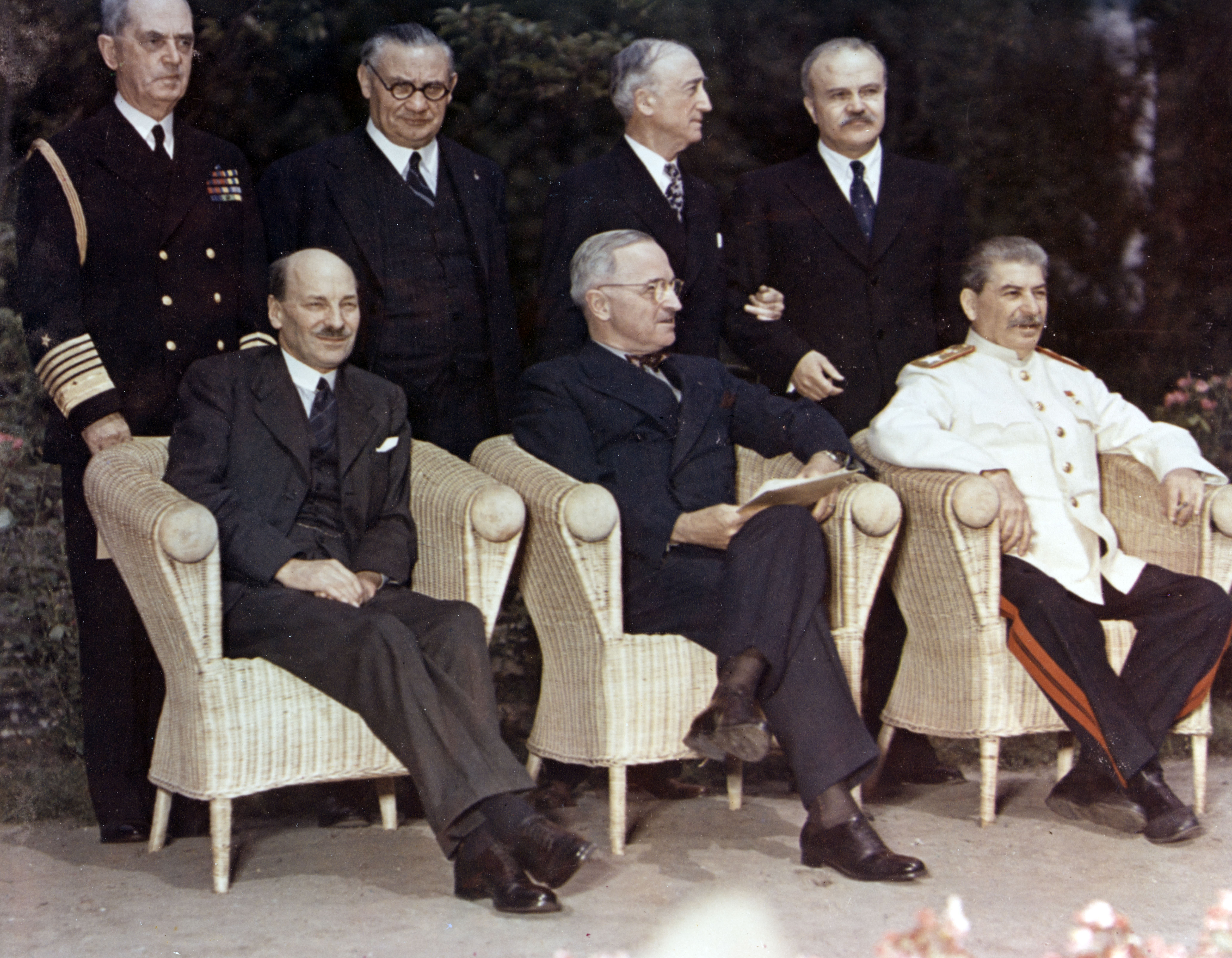
克莱门特·艾德礼、哈里·杜鲁门和约瑟夫·斯大林在波茨坦会议上，1945年7月

战后西方和苏联领导人之间的一些分歧与他们对战时和战后会议的不同解释有关。
1943年底，德黑兰会议是斯大林出席的第一次同盟国会议。在会议上，苏联对西方盟国尚未在西欧开辟对抗德国的第二条战线表示沮丧。在德黑兰，盟军还考虑了伊朗的政治地位。当时，英国占领了伊朗南部，而苏联占领了伊朗北部与苏联阿塞拜疆共和国接壤的地区。然而，在战争结束时，双方从石油资源丰富的地区撤军的时机出现了分歧。
罗斯福和丘吉尔之间的分歧导致了与苏联的几项单独协议。1944年10月，丘吉尔前往莫斯科，提出了“英苏百分比协定”，将巴尔干半岛划分为各自的势力范围，包括赋予苏联对罗马尼亚和保加利亚的主导权，以及英国对希腊的控制权。在1945年2月的雅尔塔会议上，罗斯福与斯大林就亚洲问题签署了一项单独的协议，并拒绝在波兰和赔偿问题上支持丘吉尔。罗斯福最终批准了百分比协议，但显然在战后欧洲解决方案的框架上仍没有达成坚定的共识。

战后盟军在德国的占领区

1944年9月12日至16日，在魁北克市举行的第二次魁北克会议上，丘吉尔和罗斯福就一系列事项达成协议，包括根据小亨利·摩根索最初的提议为德国制定的摩根索计划。丘吉尔起草的备忘录规定“消除鲁尔和萨尔的战争制造业……期待将德国转变为一个以农业和畜牧业为主的国家”。然而，它不再包括将该国划分为几个独立国家的计划。1945年5月10日，杜鲁门总统签署了美国占领指令JCS 1067，该指令生效两年多，并得到了斯大林的热烈支持。它指示美国占领军“……不采取任何旨在恢复德国经济的措施”。
一些历史学家认为，冷战始于美国与纳粹党卫队将军卡尔·沃尔夫在意大利北部谈判达成单独的和平协议。苏联最初不被允许参与，这场争端导致富兰克林·罗斯福和斯大林之间产生了激烈的通信。1945年3月，战略服务办公室（OSS）指挥官（后来担任美国中央情报局局长）艾伦·杜勒斯在纽伦堡审判中会见了战犯沃尔夫将军，他似乎保证了豁免权。沃尔夫和他的部队被认为有助于实施不可思议行动，这是温斯顿·丘吉尔在此期间倡导的入侵苏联的秘密计划。
在1945年2月的雅尔塔会议上，同盟国试图为战后欧洲的解决方案制定框架，但无法在关键问题上达成坚定的协议：对德国的占领、德国战后的赔偿以及波兰的未来。除了同意苏联提出的总额为100亿美元的赔偿要求“作为谈判的基础”外，没有就德国问题达成最终共识。关于波兰战后政府组成的争论也很激烈。雅尔塔会议以“关于解放的欧洲的宣言”结束，该宣言承诺尊重民主形式，并为组建一个普遍接受的波兰政府提供外交机制”。
欧洲战争结束后，苏联实际上占领了东欧，而美国则占领了西欧大部分地区。在被占领的德国，美国和苏联与法国和英国共同建立了占领区和松散的四国控制框架。

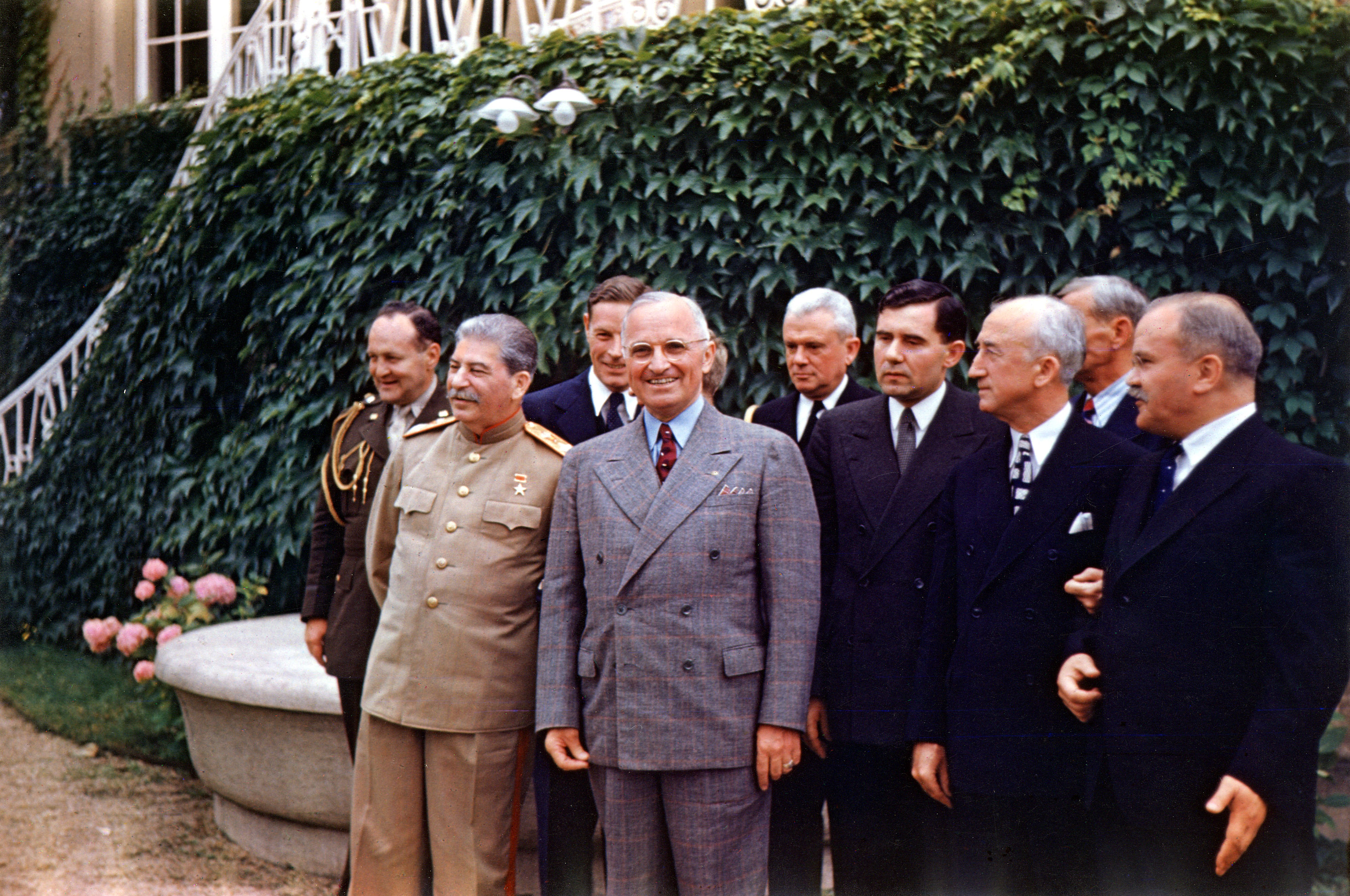
1945年7月18日，哈里·S·杜鲁门和约瑟夫·斯大林在波茨坦会议上会面。从左到右，第一排：斯大林、杜鲁门、苏联大使安德烈·格罗米科、国务卿詹姆斯·F·伯恩斯和苏联外交部长维亚切斯拉夫·莫洛托夫。第二排：杜鲁门的密友哈里·H·沃恩、俄罗斯翻译查尔斯·博伦、杜鲁门海军助手小詹姆斯·K·瓦尔达曼和查尔斯·格里菲斯·罗斯（部分模糊）

### 波茨坦公告与原子弹
在1945年7月下旬开始的波茨坦会议上，同盟国开会决定如何管理战败的纳粹德国，纳粹德国在9周前的1945年5月8日同意无条件投降。德国和东欧的未来发展出现了严重分歧。在波茨坦，美国代表由新总统哈里·S·杜鲁门领导，他于4月12日罗斯福去世后继任总统一职。杜鲁门不知道罗斯福战后与苏联接触的计划，新政府倾向于对苏联采取强硬立场。支持与苏联合作并将社会主义经济纳入世界贸易体系的美国政府官员被边缘化。英国代表由新任首相克莱门特·艾德礼领导，1945年英国大选中工党击败了保守党，克莱门特·艾德礼取代丘吉尔成为英国首相。
美国曾邀请英国参与曼哈顿计划，但对苏联保密。然而，苏联通过间谍网络得知了美国研制原子弹。波茨坦会议结束一周后，美国轰炸了广岛和长崎。袭击发生后不久，当杜鲁门几乎没有给予苏联对日本的控制权时，斯大林向美国提出抗议。斯大林还对美国使用原子弹感到愤怒，称其为“超级独裁”，并声称“平衡已被破坏……这不可能”。杜鲁门政府打算利用其核武器计划在国际关系中向苏联施压。
德国投降后，美国立即停止向苏联运送物资，让苏联感到一些不安，他们认为这表明美国无意继续支持苏联。德国政府官员会见了苏联外交部长维亚切斯拉夫·莫洛托夫等人，敦促德国实现经济自给自足，包括详细说明苏联已经拆除的工业厂房、商品和基础设施。经过六周的谈判，莫洛托夫拒绝了这些要求，谈判延期。

## 东方集团的创建

第二次世界大战期间苏联的扩张。除苏联、波兰和南斯拉夫以外的东欧集团成员国

斯大林与温斯顿·丘吉尔在1944年第四次莫斯科会议上达成的秘密协议涵盖了许多东欧国家，该协议被称为“英苏百分比协定”。协定直到1953年丘吉尔出版回忆录时才被公开。一项研究表明，罗斯福很清楚这一协议，但在收到有关谈判的最新信息后，才有条件地支持丘吉尔；然而，在会晤之前，罗斯福曾告知斯大林，“在这场全球战争中，无论是政治上还是军事上，美国毫无疑问都不感兴趣”，因此，1944年10月4日可以说是冷战开始的日子。
1945年后的时期可能是共产主义意识形态的历史高点。苏联所承受的代价为其赢得了极大的尊重，如果约瑟夫·斯大林充分利用这些负担，很有可能建立一个共产主义的欧洲。共产党在希腊、法国和意大利，以及中国、伊朗或马哈巴德共和国等欧洲以外的一些国家都获得了极大的支持。罗马尼亚、保加利亚、阿尔巴尼亚和南斯拉夫的共产党已经掌权。英国和美国担心，这些国家中任何一个共产党的选举胜利都可能导致西欧的全面经济和政治变革。
战争结束后，斯大林试图通过在邻国建立受苏联影响的共产主义政权来确保苏联西部边境的安全。在战争期间和战争结束后的几年里，苏联吞并了几个国家作为苏联加盟共和国。在德国入侵苏联之前，许多国家最初是在《莫洛托夫-里宾特洛甫条约》中被苏联占领的。这些后来被吞并的领土包括波兰东部（并入白俄罗斯和乌克兰），拉脱维亚（成立拉脱维亚苏维埃社会主义共和国），爱沙尼亚（成立爱沙尼亚苏维埃社会主义共和国），立陶宛（成立立陶宛苏维埃社会主义共和国），芬兰东部的一部分（成立卡累利阿-芬兰苏维埃社会主义共和国被并入俄罗斯苏维埃社会主义联邦共和国）和罗马尼亚北部（成立摩尔达维亚苏维埃社会主义共和国）。
当苏联在匈牙利建立共产主义政府时，拉科西·马加什被任命为匈牙利共产党总书记，匈牙利人民共和国是欧洲最严厉的独裁政权之一。在保加利亚，第二次世界大战即将结束时，苏军越过边境，为1944年保加利亚政变创造了条件。索菲亚的苏联军事指挥官掌握了最高权力，他指示的共产党人，包括基蒙·格奥尔基耶夫（他本人不是共产党），完全控制了保加利亚人民共和国的国内政治。在1946年的罗马尼亚大选中，罗马尼亚共产党（PCR）采用了广泛的恐吓策略和选举舞弊手段，以获得80%的选票，此后消除了中间派政党的作用并强制合并，其结果是，到1948年，大多数非共产党政治家要么被处决，要么流亡，要么被监禁。在1945年12月的阿尔巴尼亚选举中，唯一有效的选票选择是恩维尔·霍查领导的共产主义民主阵线（阿尔巴尼亚）的选票。1946年，阿尔巴尼亚宣布成立阿尔巴尼亚社会主义人民共和国。
斯大林主义和共产主义在东方集团国家实施的决定性特征是国家与社会和经济的独特共生关系，导致政治和经济失去了其作为自治和可区分领域的独特特征。最初，斯大林领导的制度拒绝了西方市场经济、民主治理（在苏联术语中称为“自由民主制”）和法治的制度特征，压制了国家的自由干预。他们实行共产主义经济制度，大量物资依赖苏联。在第二次世界大战后的前五年，这些国家的大规模人口向西方迁移，此后实施的限制阻止了大多数东西方移民，但有限的双边和其它协议除外。

### 南斯拉夫
1945年11月29日，南斯拉夫社会主义联邦共和国宣告成立。在战争结束的几年内，它受到苏联的影响，斯大林多次宣布它不在苏联的利益范围内，但将其视为卫星国。费奥多尔·托尔布欣元帅的乌克兰第三方面军必须请求铁托建立的临时政府的正式许可才能进入南斯拉夫，并且必须在任何领土上接受南斯拉夫的民政当局。南斯拉夫坚持对意大利和奥地利的领土主张。伊斯特拉半岛西北部和的里雅斯特市周围的领土争端导致南斯拉夫对對義大利和約推迟到1947年，南斯拉夫建立了的里雅斯特自由区。这并没有让铁托满意，因为他寻求修改的里雅斯特周围和卡林西亚的边界，这促使西方盟国在的里雅斯特驻军，以防止被南斯拉夫接管。铁托继续坚持收购的里雅斯特也被斯大林视为使意大利共产党尴尬。1945年1月10日，斯大林称南斯拉夫的外交政策不合理，因为南斯拉夫对大多数邻国提出领土要求，1945年4月铁托在莫斯科会见斯大林时，苏联和南斯拉夫签署了一项友好条约。

## 围堵的起源

### “长电报”和“X先生”
随着战争接近尾声，美国政府对战后苏联持怀疑态度。美国驻苏联大使威廉·埃夫里尔·哈里曼曾是美苏关系的“坚定乐观主义者”，他对苏联背叛1944年华沙起义以及违反1945年2月关于波兰的雅尔塔协议感到失望。哈里曼对杜鲁门总统关于苏联的看法产生了重大影响。
1946年2月，美国国务院问当时在美国驻莫斯科大使馆的乔治·凯南，苏联为什么反对成立世界银行和国际货币基金组织。他对俄罗斯的政策进行了广泛的分析，现在被称为长电报：
与纳粹德国不同，苏联的力量既不是计划性的，也不是冒险主义的。它不是按照固定的计划工作的。它不会冒不必要的风险。对理性逻辑不敏感，对武力逻辑高度敏感。因此，它可以很容易地退出——通常在任何时候遇到强烈阻力时都会退出。
美国国务院赞扬了凯南的电报。[克拉克·克利福德]]和乔治·埃尔西发表了一份报告，详细阐述了长电报，并根据其分析提出了具体的政策建议。这份报告建议“限制和约束”苏联的影响，于1946年9月24日提交给杜鲁门。

### “铁幕”演讲
1946年3月5日，温斯顿·丘吉尔在密苏里州富尔顿的威斯敏斯特学院发表了题为“和平的罪恶”的演讲，宣布“铁幕”已经降临整个欧洲。从苏联的角度来看，这篇演讲煽动西方与苏联敌对，因为它呼吁英美联盟对抗苏联。

### 摩根索和马歇尔计划
苏联在战争中损失了2000万人，在30年内两次遭受德国入侵，在过去的150年里三次遭受西方的袭击，造成数千万人伤亡，苏联决心摧毁德国发动另一场战争的能力。这与盟军的政策相一致，该政策设想将德国变成一个没有重工业的国家（摩根索计划）。1946年9月6日，美国国务卿詹姆斯·弗朗西斯·伯恩斯在德国发表演讲，谴责摩根索计划并警告苏联，美国打算无限期地在欧洲维持军事存在。由于为避免德国大规模饥荒而增加的粮食进口成本，以及被共产主义夺权的危险，美国政府于1946年9月在国务卿詹姆斯·F·伯恩斯的《德国政策重述》演讲中放弃了摩根索计划。1947年1月，杜鲁门任命乔治·马歇尔将军为国务卿，废除了体现摩根索计划的美国参谋长联席会议第1067号指令，被第1779号指令取代，该指令规定，一个有序和繁荣的欧洲需要一个稳定和富有成效的德国的经济贡献”。

### 希腊和意大利
希腊内战中，英国特种部队停止了对希腊民族解放阵线的支援，亲君主制武装力量得到了加强。在政治方面，美国在英国的鼓励下，试图拆除农村的社会主义结构，反共浪潮逐渐出现。
1945年3月，西方盟国在意大利与德国代表举行会议，以阻止意大利共产党抵抗力量接管意大利北部，并阻碍意大利共产党的战后影响力。这件事在斯大林和丘吉尔之间造成了重大分歧，斯大林在4月3日给罗斯福的一封信中抱怨说，秘密谈判无助于“维护和促进我们两国之间的信任”。

### 苏联军事观点
苏联军队的主要任务是保卫苏联。从这个角度来看，1949年北约的成立是决定性的威胁，并成为冷战的起点。历史学家大衛·M·葛蘭茨认为：
在军事上，苏联认为自己受到威胁，首先是美国的原子垄断（1949年打破），其次是美国主导的军事联盟的出现，其中最具威胁性的是北约。苏联的战略回应是保留一个庞大的、可扩展的和平时期军事机构，在东欧被征服的地区保持庞大的军事力量，并将这些力量伪装成联盟（华沙条约组织）的政治伪装，这可以在多边基础上与北约抗衡。苏联军事战略的主要推动力是拥有一支常规军事力量，其进攻能力可以制衡西方的核力量和常规军事力量。

## 其它地区
冷战发生在全世界，但在欧洲以外的时间略有不同。非洲非殖民化首先发生，在20世纪50年代基本完成，随后在新的国际政治联盟中寻求支持基础。

### 拉丁美洲
第二次世界大战期间，除阿根廷外，美国得到了拉丁美洲国家的广泛支持。1947年后，随着冷战在欧洲的兴起，美国一再努力鼓励所有拉丁美洲国家采取反共立场。但一些国家不愿意这样做。例如，在朝鲜战争中，只有哥伦比亚向联合国军派遣了士兵。苏联对拉丁美洲的影响力比较弱，直到20世纪50年代末，苏联才与大多数拉丁美洲国家建立了外交或商业关系。在此之前，苏联只与两个国家有贸易协定（阿根廷和墨西哥）。20世纪30年代在巴西和其它地区存在的共产主义运动已经解散或被取缔，美国夸大了危险，并决定对可能的共产主义威胁进行先发制人的攻击。它在泛美联盟（1948年更名为美洲国家组织）的年会上寻求反共决议，并特别关注危地马拉左翼力量的增长。达成了一项妥协，拉丁美洲国家就支持美国冷战立场的模糊声明达成一致，美国提供了更多的经济援助和贷款来刺激经济增长。1954年，在加拉加斯举行的第十届美洲会议上，美国要求通过一项决议，即在美州建立的任何共产主义政府都是对西半球和平的威胁。危地马拉投了唯一的反对票。危地马拉武装部队在中央情报局的支持下，于当年发动军事政变推翻了左翼政府。菲德尔·卡斯特罗在几乎没有苏联支持的情况下，策划了古巴革命，夺取了古巴政权。1962年，美国和拉丁美洲国家以三分之二的多数票，将古巴确定为共产主义政权并暂停其美洲国家组织成员资格。

### 远东及太平洋地区
战后，英属马来亚陷入紧急状态，因为英国与他们曾经的盟友马来亚人民抗日军进行了一场日持久的战争，这些盟友曾与日本作战，现在要求从英国独立。在1941年12月英属香港被日本占领，战后英国迅速重新建立统治后香港发生了社会动荡。
澳大利亚于1950年加入了冷战，并在朝鲜战争中派遣了空中和海上作战力量，澳大利亚总理罗伯特·孟席斯在华盛顿受到了英雄般的欢迎。1951年7月，澳大利亚与新西兰和美国签署了太平洋安全保障條約；这是一个安全咨询计划，不涉及北约那样的军事联盟。在战时暴行之后，澳大利亚公众对日本极度敌视，但现在日本和澳大利亚是冷战中的盟友，因此澳大利亚在1951年接受了与日本签订的和平条约。澳大利亚现在不再担心日本复兴，而是更多地担心可能来自中国的威胁。

### 亚洲
经过几十年的国共内战，毛泽东领导下的中国共产党击败了蒋介石的中国国民党，并在1949年在中国大陆建立了新的社会主义国家，中華民國政府遷台。美国在1945年至1948年间试图让中国国民党和中国共产党组建一个联盟，但没有成功。因此，这场冲突直到20世纪50年代才成为美苏冷战的一个典型例子。朝鲜战争爆发后，美国开始向中国国民党提供更大的支持。另一方面，中华人民共和国在朝鲜战争援助朝鲜，击退联合国军，并加剧了与美国的敌意。
法国多年来一直在镇压越南的独立运动，其中由胡志明领导的共产主义者发挥了突出作用。1949年，中国共产党控制了中国—越南边界，并开始支持越盟，以避免法国的攻击。马克·劳伦斯和弗雷德里克·洛格瓦尔指出，“复兴的法国殖民主义与冷战紧张局势变得密不可分，尤其是在1949年之后”。1949年后，美国对法国的试压试图迫使法国优先打击共产主义，而不是打击越南民族主义。

#### 中东
1945-1946年，伊朗危机成为了各大势力之间的一个爆发点，苏联支持伊朗北部两个省份，这些省份与阿塞拜疆苏维埃社会主义共和国接壤。英苏入侵伊朗后，一部分苏联军队驻扎在伊朗西北部。他们不仅在1945年拒绝撤军，而且还支持了建立短暂存在的亲苏联分离主义国家，即阿塞拜疆人民政府和马哈巴德共和国。这个问题在联合国上进行了辩论，1946年，苏联放弃了其立场，冲突以亲西方政府恢复控制而和平解决。伊朗没有成为冷战的主要战场，但它与英国和美国之间有着自己对抗的历史。
1945年之后，在巴勒斯坦託管地，阿拉伯人和犹太人之间长期存在的冲突，英国越来越无法控制冲突。1917年，贝尔福宣言呼吁建立一个犹太人的家园，在1947年得到了苏联和美国的支持。这两个国家在1948年迅速承认了以色列的国家地位。苏联后来与以色列决裂，转而支持阿拉伯国家。中东地区更多的是一个独立的动荡区域，而不是冷战的一个棋盘，也不是冷战的一个促成因素。
到1953年，以埃及为基础的阿拉伯民族主义成为了一股中立力量。苏联越来越倾向于支持埃及。美美国主要以1955年的巴格达公约建立冷战联盟，该公约形成了中央条约组织（CENTO），包括伊朗、伊拉克、巴基斯坦、土耳其和英国。

## 历史学家论冷战的起因
虽然大多数历史学家认为其起源可以追溯到二战结束后的时期，但其他人则认为它始于1917年俄国十月革命期间，当时布尔什维克党夺取了政权。1919年，列宁表示，新国家被敌对的资本主义包围”，他认为外交是一种应该用来保持苏联敌人的分裂的武器。他开始建立一个以莫斯科为基础的新共产国际（“第三国际，旨在策划国外的革命动乱。它没有效果——德国、匈牙利和其他地方的共产主义起义都失败了。历史学家斯·贝尔洛夫认为，苏联人“看不到持久和平的前景”，1924年苏联宪法宣布：
自从苏维埃共和国成立以来，世界各国就分成了两个阵营：资本主义阵营和社会主义阵营。在那里——在资本主义阵营里有民族仇恨和不等，殖民地奴隶制和沙文主义，民族压迫和屠杀，帝国主义的暴行和战争。在这里——在社会主义阵营里——有相互信任和和平，民族自由和平等，各民族和平共处和兄弟般的合作。
根据英国历史学家克里斯托弗·萨顿的说法：
在有些人所说的第一次冷战期间，从1918年英国俄国内战到1941年与苏联结成不稳定的联盟对抗轴心国，英国对革命和推翻君主的布尔什维克的怀疑导致了一系列旨在抵制共产主义传播的国内、国外和殖民政策。1945年后，这场冲突在新的战场上、使用新的武器、新的参与者更大的强度上展开，但它本质上仍然是一场反对苏联帝国主义（真实的和想象的）的冲突。
长期连续性的观点是一种受到挑战的少数派学术观点。弗兰克·尼科维奇写道：
至于两次冷战论点主要问题是这两个时期无法比较。当然，它们之间存在着持久的意识形态敌对，但在第一次世界大战后的几年里，布尔什维克主义并不是一个缘政治威胁。相比之下，在第二次世界大战后，苏联是一个超级大国，将意识形态对抗与德国和日本在第二次世界大战中构成的那种地缘威胁结合起来。即使在20世纪20年代关系更加友好，也可以想象，1945年后的关系也会变得非常相似。
“冷战”一词用来描述战后美国和苏联两大阵营之间的紧张关系，是由美国金融家和哈里·杜鲁门顾问伯纳德·巴鲁克普及的，他在1947年4月16日在南卡罗来纳州议会发表演讲时使用了这个词。
自从1947年“冷战”一词普及以来，许多政治和学术话语中就对战后紧张局势的真正来源广泛争议。在美国历史学中，对于1945年至1947年间战时联盟迅速瓦解的责任方以及超级大国之间的冲突是否不可避免或可以避免的问题一直存在争议。对这些问题的讨论主要集中在威廉·阿普尔曼·威廉姆斯、沃尔特·拉费伯、加布里埃尔·科洛和约翰·刘易斯·加迪斯的作品上。
杜鲁门政府将战后紧张局势的责任归咎于苏联，声称斯大林违反了在雅尔塔做出的，在东欧实行扩张主义政策，并阴谋在世界各地传播共产主义。然而，与“威斯康星学派”史学家（如威廉姆斯）认为，战后和平破裂的责任主要在于美国，他们列举了一系列美国在二战结束前就采取的孤立和对抗苏联。根据威廉姆斯及其后来受其影响的历史学家的观点——例如，《美国、俄罗斯与冷战》（1967年至2006出版了十个版本）的作者拉费伯——美国政策制定者在国内的主要关切是维持资本主义。为了确保这一目标，他们追求确保美国商界农业在全球范围内对国外市场保持“门户开放政策”。从这个角度看，美国经济增长与美国国际力量的巩固是相辅相成的。
威廉斯和拉费伯也驳回了苏联领导人致力于战后“扩张主义”的假设。他们引用了证据，表明苏联东欧具有防御性理由，苏联领导人认为他们自己正在试图避免被美国及其盟国包围。从这个观点来看，苏联在世界大战结束后是如此的弱小和遭受破坏，以至于无法对美国构成任何严重的威胁，美国在1945年后成为唯一一个没有因战争而经济破坏的世界大国，并且也是1949年之前唯一拥有原子弹的国家。
然而，加迪斯认为，冲突并非一方或另一方的单独过错，而是两个超级大国之间众多冲突利益和的结果，由国内政治和官僚惯性推动。虽然加迪斯并不认为任何一方完全应对冲突的爆发负责，但他认为苏联至少应该对问题负稍微更多的责任。据加迪斯说，鉴于斯大林在自身政权中的权力比不得不与国会抗衡并经常受到国内激烈政治反对的鲁门更广泛，斯大林比他的西方同行更有妥协的余地。在1997年的一篇论文中，加迪斯问道是否有可能预测到战时联盟将在几个月内瓦解，从而在近半个世纪的时间里留下冷战，“地理、人口和传统促成了这一结果，决定它。需要对情况做出不可预测反应的人来锻造因果链；特别是斯大林，对自身专制、偏执和自的倾向做出可预测的反应，将其锁定到位。”
史学家杜贊奇将这一问题置于全球背景之下：
冷战通常被认为是一个全球历史时期，冷战开始于1947年杜鲁门主义试图遏制共产主义和苏联影响力的扩张，冷战结束于20世纪80年代末苏联和东方集团的衰落和崩溃。